# 2024年伯灵顿市长选举
2024年伯灵顿市长选举于3月5日举行，旨在选出佛蒙特州伯灵顿的市长。在此次选举中，现任民主党籍市长米罗·温伯格拒绝竞选连任。在初选中，市议员琼·香农击败了C·D·马蒂森以及凯伦·保罗从而获得民主党提名，而佛蒙特进步党则提名州众议员埃马·马尔瓦尼-斯塔娜克。在随后的大选中，马尔瓦尼-斯塔娜克击败了香农以及其他两名独立候选人。马尔瓦尼-斯塔娜克是伯灵顿第一位女性以及第一位公开出柜的LGBT市长，亦是自鲍勃·基斯于2012年卸任以来第一位担任伯灵顿市长的进步党人。

## 背景
现任市长米罗·温伯格于2012年市长选举中成功当选，成为自1981年戈登·帕奎特输给伯尼·桑德斯以来第一位担任伯灵顿市长的民主党人。温伯格随后于2015年、2018年以及2021年再度当选连任，使其成为伯灵顿历史上连续在任时间最长的市长，亦是继彼得·克拉维尔之后总任期第二长的市长。
民主党在2023年选举中赢得了市议会的多数席位，而在此之前市议会的多数党是进步党。
此次选举是自2009年市长选举以来首次采用排序复选制的市长选举。尽管时任市长温伯格对此表示反对，但选民还是在2023年通过公投批准了这项选举制度。伯灵顿市议会最后一位共和党籍议员以及前市长候选人库尔特·赖特则认为采用排序复选制将有利于共和党人，因为这意味着共和党人参选市长时可以不用担心分票的问题。

## 民主党党团会议
时任市长温伯格于2023年9月28日宣布不再寻求连任，随后民主党党团会议于同年12月10日举行。

### 获提名者
- 琼·香农，市议员、前市议会议长。[8]

### 在党团会议上被淘汰
- C·D·马蒂森，非营利组织高管、伯灵顿民主党前副主席[9]
- 凯伦·保罗，市议会议长[10]

### 拒绝参选
- 米罗·温伯格，现任市长[3]

### 各方背书
州级官员
- 霍华德·迪恩，前佛蒙特州州长、前民主党全国委员会主席[11]

州议员
- 菲利普·巴鲁斯，佛蒙特州参议院临时议长[11]

地方官员
- 莎拉·卡彭特，伯灵顿市议员[11]

地方官员
- 戴夫·哈特内特，前伯灵顿市议员[12]
- 简·诺德尔，前伯灵顿市议员（进步党）[12]

工会
- 伯灵顿消防员协会（国际消防员协会1552号分会）[8]
- 伯灵顿警察协会[8]

### 选举结果
| 党派 | 党派   | 候选人     | 得票数 | 百分比 |
| ---- | ------ | ---------- | ------ | ------ |
|      | 民主党 | 琼·香农    | 1,689  | 50.68  |
|      | 民主党 | 凯伦·保罗  | 1,173  | 35.19  |
|      | 民主党 | C·D·马蒂森 | 471    | 14.13  |
| 合计 | 合计   | 合计       | 3,333  | 100.00 |

## 进步党党团会议
进步党党团会议于2023年12月7日举行。

### 获得提名
- 埃马·马尔瓦尼-斯塔娜克，佛蒙特州众议院进步党党团领袖、前伯灵顿市议员、前佛蒙特进步党主席[13]

### 拒绝参选
- 索拉亚·海托华，市议员[7]
- 乔·马吉，市议员[7]
- 马克斯·特雷西，前市议会议长以及2021年市长候选人[6] （背书马尔瓦尼-斯塔娜克）[14]

### 各方背书
地方官员
- 马克斯·特雷西，前市议会议长以及2021年市长候选人[14]

## 共和党党团会议
共和党党团会议于2023年12月19日举行。但没有候选人获得提名。

### 拒绝参选
- 库尔特·赖特，前州众议员，前伯灵顿市议会议长，2009年和2012年市长候选人[6]

## 独立候选人

### 宣布参选
- 威尔·埃蒙斯，前美国邮政工人工会仲裁员， 2021年市长候选人[16]
- 克里斯·海斯利，前伯灵顿学校委员会成员[16]

## 决选

### 各方背书
粗体字为党团会议后做出背书决定者
地方官员
- 戴夫·哈特内特，前伯灵顿市议员[12]
- 简·诺德尔，前伯灵顿市议员（进步党）[12]
- 亚当·鲁夫，伯灵顿民主党主席、前市议员[17]

工会
- 美国州县市政雇员联合会1343号分会[a][17]
- 伯灵顿消防员协会（国际消防员协会1552号分会）[8]
- 伯灵顿警察协会[8]
- 国际电气工人兄弟会第300号分会[18]

州议员
- 马克·拉尔森，前州众议员（民主党）[17]

地方官员
- 阿里·迪昂，市议员（独立人士）[19]
- 马克斯·特雷西，前市议会议长以及2021年市长候选人[14]

个人
- C·D·马蒂森，伯灵顿民主党前副主席、前2024年市长候选人（民主党）[18]

工会
- 美国州县市政雇员联合会1674号分会[b][17]

组织
- LGBTQ胜利基金会[20]
- LPAC政治行动委员会[21]
- 投票给妈妈[22]

### 筹款
香农总共从651名捐赠者处筹集了132,124美元竞选资金，用于竞选花费约为60,000美元，其中知名竞选捐款者包括前佛蒙特州州长霍华德·迪恩和前州检察长T·J·多诺万。马尔瓦尼-斯塔娜克总共从514名捐赠者处筹集了67,052美元竞选资金，用于竞选花费约为35,000美元，其中知名竞选捐款者包括州检察长查瑞蒂·克拉克、市议员索拉亚·海托华以及前市议员文斯·布伦南和马克斯·特雷西。

### 选举结果
| 党派 | 党派                           | 候选人                 | 得票数 | 百分比  |
| ---- | ------------------------------ | ---------------------- | ------ | ------- |
|      | 进步党                         | 埃马·马尔瓦尼-斯塔娜克 | 7,612  | 51.4%   |
|      | 民主党                         | 琼·香农                | 6,696  | 45.2%   |
|      | 独立政治人物                   | 威尔·埃蒙斯            | 273    | 1.8%    |
|      | 独立政治人物                   | 克里斯·海斯利          | 205    | 1.4%    |
| 合计 | 合计                           | 合计                   | 14,786 | 100.00% |
|      | 进步党赢得了民主党所把持的席位 |                        |        |         |